# Saint-Pierre-d'Entremont, Isère
Saint-Pierre-d'Entremont là một xã của tỉnh Isère, thuộc vùng Rhône-Alpes, đông nam nước Pháp.